# Enrico Mosconi
Enrico Mosconi (Milano, 1843 – Buenos Aires, 1910) è stato un ingegnere italiano.

## Biografia
Nato a Milano, nel Regno Lombardo-Veneto, si trasferì in Argentina intorno al 1869 e lavorò alla realizzazione di linee ferroviarie. A Buenos Aires sposò María Juana Canavery, un'argentina, dalla quale ebbe cinque figli, tra cui il generale Enrique Mosconi. Dopo la morte di parto della moglie nel 1881 in Francia, ritornò a Buenos Aires e sposò Maria Luisa Natti, dalla quale ebbe altri quattro figli.
Stabilitosi permanentemente in Argentina, lavorò alla realizzazione della rete telegrafica e fu incaricato a Santa Fe della progettazione di una linea ferroviaria. Il 25 febbraio del 1888, fondò la città di Villa Gobernador Gálvez dandole il nome del governatore della provincia, José Gálvez, che lo aveva assunto.